# 4138 Kalchas
4138 Kalchas è un asteroide troiano di Giove del campo greco. Scoperto nel 1973, presenta un'orbita caratterizzata da un semiasse maggiore pari a 5,1633293 UA e da un'eccentricità di 0,0432190, inclinata di 2,09937° rispetto all'eclittica.
L'asteroide è dedicato a Calcante, veggente originario di Argo.